# 午夜狂奔
《午夜狂奔》（英語：Midnight Run）是一部1988年的美国动作喜剧電影，由马丁·布莱斯特執导，主演是羅拔·迪尼路和查爾斯·葛洛汀，配角有耶佛·哥圖、約翰·亞西頓、丹尼斯·法瑞那、喬·潘托利亞諾和菲利浦·貝克·霍爾。

## 剧情
讲述两名赏金猎人为了获得赏金，在将一名被黑道组织追杀、联邦调查局追查的会计师嫌犯 Jonathan 从纽约市押送到洛杉矶的长途过程中不断斗智斗勇的喜剧故事。

## 角色
- 羅拔·迪尼路 飾演 Jack Walsh
- 查爾斯·葛洛汀（英语：Charles Grodin） 飾演 Jonathan "The Duke" Mardukas
- 耶佛·哥圖 飾演 FBI特別探員Alonzo Mosely
- 約翰·亞西頓 飾演 Marvin Dorfler
- 丹尼斯·法瑞那（英语：Dennis Farina） 飾演 Jimmy Serrano
- 喬·潘托利亞諾 飾演 Eddie Moscone
- Richard Foronjy 飾演 Tony
- Robert Miranda 飾演 Joey
- 積·基浩（英语：Jack Kehoe） 飾演 Jerry Geisler
- 溫蒂·菲利浦斯（英语：Wendy Phillips） 飾演 Gail
- Danielle DuClos 飾演 Denise Walsh
- 菲利浦·貝克·霍爾（英语：Philip Baker Hall） 飾演 Sidney
- Tom McCleister（英语：Tom McCleister） 飾演 Bill "Red" Wood

## 反响
在烂番茄的好评度为95%。
获得金球奖最佳音乐喜剧类影片提名和最佳音乐喜剧类男主角（罗伯特·德尼罗）提名。